# S.P.A.L. 2013 2014-2015
Questa voce raccoglie le informazioni riguardanti la S.P.A.L. 2013 nelle competizioni ufficiali della stagione 2014-2015.

## Stagione
Nella stagione 2014-2015 la SPAL prende parte alla neo-istituita Lega Pro. I biancazzurri, affidati a mister Oscar Brevi, totalizzano due pesanti sconfitte nelle prime due partite, ove la squadra esprime inoltre un gioco poco brillante. Tuttavia il patron Colombarini e il presidente Mattioli, ignorando le contestazioni dei tifosi e di alcune aree dell'ambiente societario, confermano la fiducia all'allenatore.
La scelta si rivela corretta, giacché la SPAL comincia a scalare la classifica fino a raggiungere la prima posizione. Una nuova serie di risultati negativi, unita alle scarse reti segnate, conduce tuttavia in un secondo momento il vertice societario a esonerare Brevi e a ingaggiare al suo posto Leonardo Semplici, ex allenatore di Arezzo, Pisa e della primavera della Fiorentina.
Sotto la sua guida, dopo un periodo di assestamento e aiutati dal miglioramento della rosa seguito al mercato di gennaio, gli estensi vincono otto partite consecutive e si reinseriscono nella lotta play-off, obiettivo tuttavia sfumato alla penultima giornata: la squadra conclude il campionato al quarto posto finale con 62 punti, non sufficienti a partecipare agli spareggi in quanto inferiori alle due migliori quarte dei gironi A (Como con 67 punti) e B (Juve Stabia con 70 punti). Il tecnico toscano viene confermato anche per l'annata successiva.

## Divise e sponsor
Lo sponsor tecnico per la stagione 2014-2015 è Erreà. Il primo sponsor ufficiale è Vetroresina, il secondo è Veneto Banca. La presentazione della squadra è avvenuta il 21 agosto in Piazza Castello a Ferrara.
| Casalinga ufficiale | Casalinga alternativa | Trasferta | Terza divisa |

## Organigramma societario
Area direttiva
- Presidente: Walter Mattioli
- Consiglieri: Simone Colombarini, Francesco Colombarini
- Direttore generale: Davide Vagnati

Area organizzativa
- Segretario generale: Stefano Salis
- Team manager: Umberto Sabattini

Area comunicazione
- Ufficio stampa: Enrico Menegatti

Area marketing
- Ufficio marketing: Gianluca Ranzani

Area tecnica
- Allenatore: Oscar Brevi (fino all'8/12/2014), Leonardo Semplici
- Allenatore in seconda: Andrea Consumi
- Preparatore atletico: Yuri Fabbrizzi
- Preparatore dei portieri: Cristiano Scalabrelli

Area medica
- Medico sociale: Raffaella Giagnorio

## Rosa
| N. |                    | Ruolo | Calciatore               |
| -- | ------------------ | ----- | ------------------------ |
|    | Italia (bandiera)  | P     | Marco Albertoni          |
|    | Italia (bandiera)  | P     | Pietro Menegatti         |
|    | Italia (bandiera)  | P     | Giovanni Ranieri         |
|    | Italia (bandiera)  | D     | Simone Aldrovandi        |
|    | Italia (bandiera)  | D     | Matteo Ambrosini         |
|    | Italia (bandiera)  | D     | Marcello Cottafava       |
|    | Francia (bandiera) | D     | Johad Ferretti           |
|    | Italia (bandiera)  | D     | Daniele Gasparetto       |
|    | Italia (bandiera)  | D     | Nicolas Giani (capitano) |
|    | Italia (bandiera)  | D     | Marco Laquaglia          |
|    | Italia (bandiera)  | D     | Matteo Legittimo         |
|    | Italia (bandiera)  | D     | Valerio Nava             |
|    | Italia (bandiera)  | D     | Andrea Pappaianni        |
|    | Italia (bandiera)  | D     | Riccardo Rosina          |
|    | Italia (bandiera)  | D     | Tommaso Silvestri        |
|    | Italia (bandiera)  | C     | Alessio Atzori           |
|    | Italia (bandiera)  | C     | Alessandro Bellemo       |
|    | Italia (bandiera)  | C     | Giorgio Capece           |

| N. |                    | Ruolo | Calciatore           |
| -- | ------------------ | ----- | -------------------- |
|    | Italia (bandiera)  | C     | Corrado Concas       |
|    | Italia (bandiera)  | C     | Davide Di Quinzio    |
|    | Italia (bandiera)  | C     | Alberto Filippini    |
|    | Italia (bandiera)  | C     | Mattia Finotto       |
|    | Italia (bandiera)  | C     | Federico Gentile     |
|    | Italia (bandiera)  | C     | Matteo Gerbaudo      |
|    | Italia (bandiera)  | C     | Andrea Landi         |
|    | Italia (bandiera)  | C     | Manuel Lazzari       |
|    | Italia (bandiera)  | C     | Alessandro Miotto    |
|    | Brasile (bandiera) | C     | Rômulo Eugênio Togni |
|    | Brasile (bandiera) | A     | Caio De Cenco        |
|    | Italia (bandiera)  | A     | Giordano Fioretti    |
|    | Italia (bandiera)  | A     | Domenico Germinale   |
|    | Italia (bandiera)  | A     | Emanuele Rovini      |
|    | Italia (bandiera)  | C     | Davide Scarpi        |
|    | Italia (bandiera)  | A     | Giacomo Sorrentino   |
|    | Italia (bandiera)  | A     | Luca Veratti         |
|    | Italia (bandiera)  | A     | Gianmarco Zigoni     |

## Calciomercato

### Sessione invernale(dal 5/1 al 2/2)
| Acquisti | Acquisti           | Acquisti    | Acquisti   |
| R.       | Nome               | da          | Modalità   |
| -------- | ------------------ | ----------- | ---------- |
| D        | Marcello Cottafava | Latina      | definitivo |
| D        | Valerio Nava       | Atalanta    | prestito   |
| D        | Andrea Pappaianni  | Alessandria | definitivo |
| C        | Matteo Gerbaudo    | Juventus    | prestito   |
| A        | Emanuele Rovini    | Empoli      | prestito   |
| A        | Gianmarco Zigoni   | Milan       | prestito   |

| Cessioni | Cessioni           | Cessioni    | Cessioni                         |
| R.       | Nome               | a           | Modalità                         |
| -------- | ------------------ | ----------- | -------------------------------- |
| D        | Johad Ferretti     | Milan       | fine prestito                    |
| D        | Matteo Legittimo   | Parma       | fine prestito                    |
| A        | Caio De Cenco      | Pavia       | fine prestito                    |
| A        | Domenico Germinale | Alessandria | prestito con diritto di riscatto |

## Risultati

### Lega Pro (girone B)

#### Girone di andata
| Arbitro: | Lanza (Nichelino) |

|  |           |                                          |
|  | Marcatori | 22’ Grassi 47’ Settembrini 66’ Madrigali |

| Arbitro: | Tardino (Milano) |

|                                      |           |                    |
| Spadafora 3’ De Feo 54’ Demartis 68’ | Marcatori | 46’ Alb. Filippini |

| Arbitro: | Rossi (Rovigo) |

|                                 |           |  |
| Fioretti 10’, 24’ Germinale 70’ | Marcatori |  |

| Arbitro: | Pagliardini (Arezzo) |

|            |           |               |
| Loviso 84’ | Marcatori | 61’ Germinale |

| Arbitro: | Cifelli (Campobasso) |

|             |           |  |
| Finotto 79’ | Marcatori |  |

| Arbitro: | Mantelli (Brescia) |

|                               |           |  |
| J. Ferretti 18’ Germinale 45’ | Marcatori |  |

| Arbitro: | Capraro (Cassino) |

|  |           |                    |
|  | Marcatori | 34’ (aut.) Fogacci |

| Ferrara 11 ottobre 2014, ore 20:30 CEST 8ª giornata | SPAL             | 0 – 0 referto | Teramo | Stadio Paolo Mazza (5.366 spett.)\| Arbitro: \| Baroni (Firenze) \| |
| Arbitro:                                            | Baroni (Firenze) |               |        |                                                                     |

| Arbitro: | Caso (Verona) |

|              |           |  |
| Ghidotti 55’ | Marcatori |  |

| Arbitro: | Mainardi (Bergamo) |

|                              |           |                               |
| Burzigotti 20’ Formiconi 51’ | Marcatori | 37’ Fioretti 58’, 79’ Finotto |

| Arbitro: | Guccini (Albano Laziale) |

|  |           |                                          |
|  | Marcatori | 19’ Pacilli 24’ Sandomenico 36’ R. Perna |

| Arbitro: | Colarossi (Roma) |

|  |           |               |
|  | Marcatori | 70’ Germinale |

| Ferrara 16 novembre 2014, ore 16:00 CET 13ª giornata | SPAL               | 0 – 0 referto | Ancona | Stadio Paolo Mazza (4.415 spett.)\| Arbitro: \| Pelagatti (Arezzo) \| |
| Arbitro:                                             | Pelagatti (Arezzo) |               |        |                                                                       |

| Arbitro: | Valiante (Nocera Inferiore) |

|           |           |  |
| Drudi 42’ | Marcatori |  |

| Arbitro: | Dei Giudici (Latina) |

|  |           |            |
|  | Marcatori | 80’ Rozzio |

| Arbitro: | Lacagnina (Caltanissetta) |

|                     |           |  |
| Silvestri 1’ (aut.) | Marcatori |  |

| Arbitro: | Luciano (Lamezia Terme) |

|  |           |                 |
|  | Marcatori | 20’, 55’ Merini |

| Arbitro: | Illuzzi (Molfetta) |

|                |           |                                                                        |
| Piscitella 79’ | Marcatori | 21’ Togni 24’ (rig.) Fioretti 48’ Gentile 69’ Di Quinzio 89’ Germinale |

| Arbitro: | Martinelli (Roma) |

|  |           |           |
|  | Marcatori | 43’ Siega |

#### Girone di ritorno
| Arbitro: | Amoroso (Paola) |

|                           |           |                     |
| Luperini 14’ Di Santo 69’ | Marcatori | 81’ (rig.) Fioretti |

| Arbitro: | Mastrodonato (Molfetta) |

|                         |           |  |
| Zigoni 42’ Fioretti 53’ | Marcatori |  |

| Santarcangelo di Romagna 24 gennaio 2015, ore 16:00 CET 22ª giornata | Santarcangelo   | 0 – 0 referto | SPAL | Stadio Valentino Mazzola (560 spett.)\| Arbitro: \| Mancini (Fermo) \| |
| Arbitro:                                                             | Mancini (Fermo) |               |      |                                                                        |

| Arbitro: | Vesprini (Macerata) |

|            |           |  |
| Zigoni 41’ | Marcatori |  |

| Arbitro: | Proietti (Terni) |

|                        |           |              |
| Altinier 55’ Perez 74’ | Marcatori | 22’ Fioretti |

| Arbitro: | De Angelis (Abbiategrasso) |

|                            |           |  |
| Mingazzini 5’ Lo Sicco 67’ | Marcatori |  |

| Arbitro: | Mei (Pesaro) |

|                |           |          |
| Di Quinzio 45’ | Marcatori | 52’ Cruz |

| Arbitro: | Colarossi (Roma) |

|                       |           |                       |
| Donnarumma 73’ (rig.) | Marcatori | 90+2’ (rig.) Fioretti |

| Ferrara 8 marzo 2015, ore 18:00 CET 28ª giornata | SPAL              | 0 – 0 referto | Prato | Stadio Paolo Mazza (2.856 spett.)\| Arbitro: \| Colosimo (Torino) \| |
| Arbitro:                                         | Colosimo (Torino) |               |       |                                                                      |

| Arbitro: | Baldicchi (Città di Castello) |

|                   |           |  |
| Zigoni 80’ (rig.) | Marcatori |  |

| Arbitro: | Zanonato (Vicenza) |

|  |           |                   |
|  | Marcatori | 45’ (rig.) Zigoni |

| Arbitro: | Perotti (Legnano) |

|                                           |           |  |
| Finotto 28’, 89’ Zigoni 66’ Cottafava 73’ | Marcatori |  |

| Arbitro: | Viotti (Tivoli) |

|  |           |                      |
|  | Marcatori | 59’, 77’, 83’ Zigoni |

| Arbitro: | D'Apice (Arezzo) |

|                                    |           |  |
| Finotto 4’ Cottafava 45’ Togni 84’ | Marcatori |  |

| Arbitro: | Vesprini (Macerata) |

|  |           |            |
|  | Marcatori | 36’ Zigoni |

| Arbitro: | Maggioni (Lecco) |

|                                      |           |                    |
| Togni 23’ Finotto 54’ Gasparetto 66’ | Marcatori | 79’ (rig.) Colombo |

| Arbitro: | Marinelli (Tivoli) |

|             |           |                           |
| Cellini 25’ | Marcatori | 90+1’ Finotto 90+3’ Giani |

| Arbitro: | Paolini (Ascoli Piceno) |

|            |           |           |
| Zigoni 22’ | Marcatori | 70’ Romeo |

| Arbitro: | Bichisecchi (Livorno) |

|  |           |                        |
|  | Marcatori | 12’ Gentile 71’ Zigoni |

### Coppa Italia Lega Pro

#### Fase eliminatoria a gironi
| Arbitro: | Schirru (Nichelino) |

|              |           |  |
| Fioretti 51’ | Marcatori |  |

| Serravalle 23 agosto 2014, ore 20:30 CEST Girone D - 3ª giornata | San Marino       | 0 – 0 referto | SPAL | Stadio Olimpico (300 spett.)\| Arbitro: \| Ranaldi (Tivoli) \| |
| Arbitro:                                                         | Ranaldi (Tivoli) |               |      |                                                                |

#### Fase a eliminazione diretta
| Arbitro: | Bischisecchi (Livorno) |

|            |           |  |
| Atzori 55’ | Marcatori |  |

| Arbitro: | Perotti (Legnano) |

|                                                      |           |                        |
| Gentile 9’ (rig.) Di Quinzio 54’ Veratti 115’ (rig.) | Marcatori | 79’ Pasa 90+3’ Malotti |

| Arbitro: | Balice (Termoli) |

|                            |           |  |
| Veratti 11’ Gasparetto 43’ | Marcatori |  |

| Arbitro: | Mainardi (Bergamo) |

|  |           |                            |
|  | Marcatori | 17’ Scapuzzi 65’ Cristiani |

| Como 25 febbraio 2015, ore 15:00 CET Semifinali - ritorno | Como        | 0 – 0 referto | SPAL | Stadio Giuseppe Sinigaglia (500 spett.)\| Arbitro: \| Giua (Pisa) \| |
| Arbitro:                                                  | Giua (Pisa) |               |      |                                                                      |

## Statistiche
Statistiche aggiornate al 9 maggio 2015.

### Statistiche di squadra
| Competizione          | Punti | In casa | In casa | In casa | In casa | In casa | In casa | In trasferta | In trasferta | In trasferta | In trasferta | In trasferta | In trasferta | Totale | Totale | Totale | Totale | Totale | Totale | DR  |
| Competizione          | Punti | G       | V       | N       | P       | Gf      | Gs      | G            | V            | N            | P            | Gf           | Gs           | G      | V      | N      | P      | Gf     | Gs     | DR  |
| --------------------- | ----- | ------- | ------- | ------- | ------- | ------- | ------- | ------------ | ------------ | ------------ | ------------ | ------------ | ------------ | ------ | ------ | ------ | ------ | ------ | ------ | --- |
| Lega Pro              | 62    | 19      | 9       | 5       | 5       | 22      | 13      | 19           | 9            | 3            | 7            | 24           | 18           | 38     | 18     | 8      | 12     | 46     | 31     | +15 |
| Coppa Italia Lega Pro | 4     | 5       | 4       | 0       | 1       | 7       | 4       | 2            | 0            | 2            | 0            | 0            | 0            | 7      | 4      | 2      | 1      | 7      | 4      | +3  |
| Totale                | -     | 24      | 13      | 5       | 6       | 29      | 17      | 21           | 9            | 5            | 7            | 24           | 18           | 45     | 22     | 10     | 13     | 53     | 35     | +18 |

### Andamento in campionato
| Giornata  | 1  | 2  | 3  | 4  | 5 | 6 | 7 | 8 | 9 | 10 | 11 | 12 | 13 | 14 | 15 | 16 | 17 | 18 | 19 | 20 | 21 | 22 | 23 | 24 | 25 | 26 | 27 | 28 | 29 | 30 | 31 | 32 | 33 | 34 | 35 | 36 | 37 | 38 |
| --------- | -- | -- | -- | -- | - | - | - | - | - | -- | -- | -- | -- | -- | -- | -- | -- | -- | -- | -- | -- | -- | -- | -- | -- | -- | -- | -- | -- | -- | -- | -- | -- | -- | -- | -- | -- | -- |
| Luogo     | C  | T  | C  | T  | C | C | T | C | T | T  | C  | T  | C  | T  | C  | T  | C  | T  | C  | T  | C  | T  | C  | T  | T  | C  | T  | C  | C  | T  | C  | T  | C  | T  | C  | T  | C  | T  |
| Risultato | P  | P  | V  | N  | V | V | V | N | P | V  | P  | V  | N  | P  | P  | P  | P  | V  | P  | P  | V  | N  | V  | P  | P  | N  | N  | N  | V  | V  | V  | V  | V  | V  | V  | V  | N  | V  |
| Posizione | 19 | 19 | 12 | 13 | 9 | 3 | 1 | 2 | 7 | 3  | 5  | 3  | 5  | 8  | 10 | 12 | 14 | 11 | 15 | 15 | 10 | 10 | 8  | 8  | 10 | 11 | 11 | 12 | 10 | 8  | 8  | 6  | 6  | 5  | 4  | 4  | 4  | 4  |

Fonte:  GIRONE B STATISTICA, su lega-pro.com.
Legenda:

Luogo: C = Casa; T = Trasferta. Risultato: V = Vittoria; N = Pareggio; P = Sconfitta.

### Statistiche dei giocatori
In corsivo i giocatori ceduti a stagione in corso.
| Giocatore     | Lega Pro | Lega Pro | Lega Pro    | Lega Pro   | Coppa Italia Lega Pro | Coppa Italia Lega Pro | Coppa Italia Lega Pro | Coppa Italia Lega Pro | Totale   | Totale | Totale      | Totale     |
| Giocatore     | Presenze | Reti     | Ammonizioni | Espulsioni | Presenze              | Reti                  | Ammonizioni           | Espulsioni            | Presenze | Reti   | Ammonizioni | Espulsioni |
| ------------- | -------- | -------- | ----------- | ---------- | --------------------- | --------------------- | --------------------- | --------------------- | -------- | ------ | ----------- | ---------- |
| M. Albertoni  | 1        | -2       | 0           | 0          | 4                     | -4                    | 0                     | 0                     | 5        | -6     | 0           | 0          |
| P. Menegatti  | 37       | -29      | 1           | 0          | 4                     | 0                     | 0                     | 0                     | 41       | -29    | 1           | 0          |
| G. Ranieri    | 0        | 0        | 0           | 0          | 0                     | 0                     | 0                     | 0                     | 0        | 0      | 0           | 0          |
| M. Ambrosini  | 0        | 0        | 0           | 0          | 1                     | 0                     | 0                     | 0                     | 1        | 0      | 0           | 0          |
| S. Aldrovandi | 13       | 0        | 2           | 0          | 2                     | 0                     | 2                     | 0                     | 15       | 0      | 4           | 0          |
| M. Cottafava  | 15       | 2        | 1           | 0          | 0                     | 0                     | 0                     | 0                     | 15       | 2      | 1           | 0          |
| J. Ferretti   | 12       | 1        | 1           | 1          | 3                     | 0                     | 0                     | 0                     | 15       | 1      | 1           | 1          |
| D. Gasparetto | 28       | 1        | 3           | 0          | 5                     | 1                     | 1                     | 0                     | 33       | 2      | 4           | 0          |
| N. Giani      | 30       | 1        | 3           | 1          | 5                     | 0                     | 1                     | 0                     | 35       | 1      | 4           | 1          |
| M. Laquaglia  | 0        | 0        | 0           | 0          | 2                     | 0                     | 0                     | 0                     | 2        | 0      | 0           | 0          |
| M. Legittimo  | 16       | 0        | 1           | 0          | 1                     | 0                     | 0                     | 0                     | 17       | 0      | 1           | 0          |
| V. Nava       | 15       | 0        | 2           | 0          | 1                     | 0                     | 0                     | 0                     | 16       | 0      | 2           | 0          |
| A. Pappaianni | 0        | 0        | 0           | 0          | 1                     | 0                     | 0                     | 0                     | 1        | 0      | 0           | 0          |
| R. Rosina     | 1        | 0        | 0           | 0          | 6                     | 0                     | 0                     | 0                     | 7        | 0      | 0           | 0          |
| T. Silvestri  | 25       | 0        | 7           | 2          | 4                     | 0                     | 1                     | 0                     | 29       | 0      | 8           | 2          |
| A. Atzori     | 0        | 0        | 0           | 0          | 1                     | 1                     | 0                     | 0                     | 1        | 1      | 0           | 0          |
| A. Bellemo    | 6        | 0        | 0           | 0          | 6                     | 0                     | 1                     | 0                     | 12       | 0      | 1           | 0          |
| G. Capece     | 31       | 0        | 3           | 0          | 2                     | 0                     | 0                     | 0                     | 33       | 0      | 3           | 0          |
| C. Concas     | 0        | 0        | 0           | 0          | 1                     | 0                     | 0                     | 0                     | 1        | 0      | 0           | 0          |
| D. Di Quinzio | 29       | 2        | 1           | 0          | 5                     | 1                     | 1                     | 0                     | 34       | 3      | 2           | 0          |
| A. Filippini  | 21       | 1        | 6           | 1          | 3                     | 0                     | 1                     | 0                     | 24       | 1      | 7           | 1          |
| F. Gentile    | 28       | 2        | 10          | 0          | 4                     | 1                     | 1                     | 0                     | 32       | 3      | 11          | 0          |
| M. Gerbaudo   | 7        | 0        | 1           | 0          | 1                     | 0                     | 1                     | 0                     | 8        | 0      | 2           | 0          |
| A. Landi      | 20       | 0        | 2           | 0          | 6                     | 0                     | 1                     | 0                     | 26       | 0      | 3           | 0          |
| M. Lazzari    | 29       | 0        | 10          | 1          | 5                     | 0                     | 1                     | 0                     | 34       | 0      | 11          | 1          |
| A. Miotto     | 1        | 0        | 1           | 0          | 0                     | 0                     | 0                     | 0                     | 1        | 0      | 1           | 0          |
| D. Scarpi     | 0        | 0        | 0           | 0          | 2                     | 0                     | 0                     | 0                     | 2        | 0      | 0           | 0          |
| R. Togni      | 29       | 3        | 5           | 1          | 1                     | 0                     | 0                     | 0                     | 30       | 3      | 5           | 1          |
| C. De Cenco   | 14       | 0        | 1           | 1          | 1                     | 0                     | 0                     | 0                     | 15       | 0      | 1           | 1          |
| D. Germinale  | 18       | 5        | 6           | 0          | 3                     | 0                     | 2                     | 0                     | 21       | 5      | 8           | 0          |
| M. Finotto    | 34       | 8        | 3           | 0          | 5                     | 0                     | 0                     | 0                     | 39       | 8      | 3           | 0          |
| G. Fioretti   | 28       | 8        | 4           | 1          | 3                     | 1                     | 0                     | 0                     | 31       | 9      | 4           | 1          |
| E. Rovini     | 14       | 0        | 2           | 0          | 1                     | 0                     | 0                     | 0                     | 15       | 0      | 2           | 0          |
| G. Sorrentino | 0        | 0        | 0           | 0          | 1                     | 0                     | 0                     | 0                     | 1        | 0      | 0           | 0          |
| L. Veratti    | 4        | 0        | 0           | 0          | 6                     | 2                     | 0                     | 0                     | 10       | 2      | 0           | 0          |
| G. Zigoni     | 19       | 11       | 2           | 0          | 2                     | 0                     | 0                     | 0                     | 21       | 11     | 2           | 0          |